# Attorney for the Defense
Pour plus de détails, voir Fiche technique et Distribution.
Attorney for the Defense est un film de procès américain réalisé par Irving Cummings et sorti en 1932.

## Synopsis
Un avocat sans scrupule utilise des preuves circonstancielles afin de condamner un homme innocent mais essayera par la suite de se racheter auprès de sa famille.

## Fiche technique
- Réalisation : Irving Cummings
- Scénario : Jo Swerling, d'après une histoire de James Kevin McGuinness
- Chef-opérateur : Ted Tetzlaff
- Montage : Gene Havlick
- Assistant-réalisateur : David Selman
- Production : Harry Cohn
- Durée : 70 minutes
- Date de sortie :
  - États-Unis : 21 mai 1932

## Distribution
- Edmund Lowe : William J. Burton
- Evelyn Brent : Val Lorraine
- Constance Cummings : Ruth Barry
- Don Dillaway : Paul Wallace
- Douglas Haig : Paul Wallace, enfant
- Dorothy Peterson : Mrs Wallace
- Bradley Page : Nick Quinn/Kramer
- Nat Pendleton : Muggy Malone
- Dwight Frye : James Wallace
- Wallis Clark : James A. Crowell
- Clarence Muse : Jefferson Q. Leffingwell